# Composition des équipes masculines de hockey sur gazon à la Coupe d'Afrique des nations 2022
Cet article répertorie les équipes confirmées pour le tournoi de la Coupe d'Afrique des nations de hockey sur gazon 2022 qui s'est tenu à Accra, au Ghana, du 17 au 23 janvier 2022. Les huit équipes nationales devaient inscrire une équipe de dix-huit joueurs. et deux réserves.

## Ghana
La composition suivante du Ghana pour la Coupe d'Afrique des nations 2022.
Entraîneur :  Ebenezer Frimpong
| Numéro | Joueur                 | Date de naissance | Âge | Sélections |
| ------ | ---------------------- | ----------------- | --- | ---------- |
| 1      | Derick Lee             | 6 mars 1996       | 25  | 0          |
| 2      | Salya Nsalbini (C)     | 16 mars 1985      | 36  | 57         |
| 4      | Charles Abbiw          | 19 juin 1988      | 33  | 37         |
| 5      | Stephen Asamoah        | 20 septembre 1993 | 28  | 20         |
| 7      | Elikem Akaba           | 16 décembre 1986  | 35  | 60         |
| 9      | Richard Adjei          | 20 mars 1989      | 32  | 37         |
| 10     | Benjamin Kwofie        | 14 mai 1998       | 23  | 5          |
| 11     | George Asiedu          | 25 décembre 1985  | 36  | 45         |
| 12     | Samuel Agbelie         | 17 septembre 1996 | 25  | 9          |
| 13     | Emmanuel Akaba         | 22 mai 1993       | 28  | 21         |
| 16     | Tyche Offei (GB)       | 16 septembre 1997 | 24  | 4          |
| 17     | Johnny Botsio          | 24 octobre 1993   | 28  | 33         |
| 19     | Alfred Ntiamoah        | 30 juillet 1993   | 28  | 42         |
| 20     | Matthew Damalie        | 4 avril 1993      | 28  | 36         |
| 21     | Nicholas Nyarko        | 20 juin 1996      | 25  | 0          |
| 22     | Michael Baiden         | 4 mars 1994       | 27  | 24         |
| 24     | Luke Damalie           | 26 octobre 1994   | 27  | 18         |
| 27     | Christopher Dogbe      | 24 juillet 1993   | 28  | 0          |
| 30     | Eugene Acheampong (GB) | 9 juillet 1987    | 34  | 25         |
| 31     | Francis Tettey         | 18 septembre 1998 | 23  | 16         |

## Afrique du Sud
La composition suivante de l'Afrique du Sud pour la Coupe d'Afrique des nations 2022.
Entraîneur :  Garreth Ewing
| Numéro | Joueur                    | Date de naissance | Âge | Sélections |
| ------ | ------------------------- | ----------------- | --- | ---------- |
| 2      | Bradley Sherwood          | 28 mai 1999       | 22  | 0          |
| 3      | Tyson Dlungwana           | 18 février 1997   | 24  | 50         |
| 5      | Senzwesihle Ngubane       | 5 août 2001       | 20  | 0          |
| 6      | Owen Mvimbi               | 5 janvier 1988    | 34  | 49         |
| 7      | Timothy Drummond (C)      | 5 mars 1988       | 33  | 150        |
| 8      | Nduduza Lembethe          | 13 janvier 1996   | 26  | 38         |
| 10     | Keenan Horne (C)          | 17 juin 1992      | 29  | 69         |
| 11     | Thabang Modise            | 9 septembre 1996  | 25  | 0          |
| 12     | Leneal Jackson            | 30 septembre 1994 | 27  | 8          |
| 13     | Matthew Guise-Brown       | 13 septembre 1991 | 30  | 40         |
| 15     | Richard Pautz             | 25 octobre 1991   | 30  | 31         |
| 18     | Taine Paton               | 4 janvier 1989    | 33  | 120        |
| 19     | Ignatius Malgraff         | 17 février 1993   | 28  | 67         |
| 21     | Jethro Eustice            | 1er novembre 1989 | 32  | 133        |
| 22     | Daniel Bell               | 28 septembre 1994 | 27  | 59         |
| 24     | Nicholas Spooner          | 28 août 1991      | 30  | 31         |
| 26     | Siyavuya Nolutshungu (GB) | 21 décembre 1995  | 26  | 28         |
| 27     | Nqobile Ntuli             | 15 janvier 1996   | 26  | 63         |
| 29     | Cameron le Forestier      | 4 septembre 2002  | 19  | 0          |
| 32     | Gowan Jones (GB)          | 24 juin 1989      | 32  | 48         |

## Égypte
La composition suivante de l'Égypte pour la Coupe d'Afrique des nations 2022.
Entraîneur :  Tahir Zaman
| Numéro | Joueur               | Date de naissance | Âge | Sélections |
| ------ | -------------------- | ----------------- | --- | ---------- |
| 1      | Farahat Shehata (GB) | 10 février 1984   | 37  | 3          |
| 2      | Mohamed Edris        | 25 mars 1988      | 33  | 47         |
| 3      | Mostafa Mansour      | 29 septembre 1993 | 28  | 57         |
| 5      | Amr Ibrahim          | 15 janvier 1991   | 31  | 84         |
| 7      | Mohamed Nasr         | 21 mai 1997       | 24  | 34         |
| 9      | Amr Sayed            | 1er février 1986  | 35  | 129        |
| 10     | Ashraf Said          | 27 février 1992   | 29  | 59         |
| 11     | Ahmed Elnaggar       | 9 juin 1988       | 33  | 114        |
| 12     | Mohamed Ragab        | 9 juillet 1994    | 27  | 61         |
| 13     | Mahmoud Mamdouh      | 30 mars 1988      | 33  | 61         |
| 16     | Mahmoud Seleem (GB)  | 10 septembre 2001 | 20  | 0          |
| 17     | Amr Elhady (C)       | 19 janvier 1985   | 36  | 123        |
| 19     | Hamada Atef          | 15 août 1988      | 33  | 89         |
| 20     | Mostafa Ragab        | 23 novembre 1997  | 24  | 13         |
| 21     | Ahmed Elganaini      | 8 août 1996       | 25  | 31         |
| 22     | Mohamed Adel         | 14 septembre 1996 | 25  | 19         |
| 23     | Waled Ali            | 24 mai 1992       | 29  | 0          |
| 24     | Ziad Adel            | 19 octobre 2002   | 19  | 0          |

## Kenya
La composition suivante du Kenya pour la Coupe d'Afrique des nations 2022.
Entraîneur :  Kimanzi Fidhelis
| Numéro | Joueur               | Date de naissance | Âge | Sélections |
| ------ | -------------------- | ----------------- | --- | ---------- |
| 1      | Festus Onyango       | 11 juin 1996      | 25  | 13         |
| 2      | Solomon Shidogo (GB) | 10 septembre 1999 | 22  | 0          |
| 4      | Maxwell Wakhungu     | 28 juillet 1989   | 32  | 26         |
| 6      | Constant Wakhura (C) | 12 mai 1992       | 29  | 28         |
| 7      | Bethuel Masambu      | 24 mars 1999      | 22  | 0          |
| 8      | Ivan Ludiali         | 25 juillet 2000   | 21  | 7          |
| 9      | Brian Ogenche        | 10 janvier 2001   | 21  | 3          |
| 10     | Emmanuel Awino       | 18 mars 2000      | 21  | 3          |
| 14     | Danstone Wabwire     | 11 août 1998      | 23  | 13         |
| 15     | Robert Masibo        | 7 août 1994       | 27  | 13         |
| 17     | Titus Kipyego        | 20 novembre 1994  | 27  | 0          |
| 20     | Richard Pautz (GB)   | 20 février 2001   | 20  | 3          |
| 22     | Edson Ndombi         | 28 janvier 2000   | 21  | 3          |
| 23     | Cliffe Omari         | 3 mars 1999       | 22  | 0          |
| 28     | Clayson Luvanda      | 15 janvier 1994   | 28  | 11         |
| 30     | Francis Kariuki      | 3 avril 1996      | 25  | 13         |
| 31     | Allan Iningu         | 11 janvier 1988   | 34  | 26         |
| 32     | Kennedy Munialo      | 4 octobre 1992    | 29  | 5          |
| 34     | Richard Wanganga     | 22 mai 2000       | 21  | 3          |

## Nigeria
La composition suivante du Nigeria pour la Coupe d'Afrique des nations 2022.
Entraîneur :  Baba Ndana
| Numéro | Joueur                  | Date de naissance | Âge | Sélections |
| ------ | ----------------------- | ----------------- | --- | ---------- |
| 1      | Peter John              | 2 janvier 2001    | 21  | 0          |
| 2      | Haruna Yohanna (GB)     | 12 juin 2002      | 19  | 0          |
| 3      | Christopher Joseph      | 27 décembre 2002  | 19  | 0          |
| 4      | Olawale Ajibua          | 3 novembre 1997   | 24  | 0          |
| 5      | Joseph Adamu            | 28 septembre 2001 | 20  | 0          |
| 6      | James Samaila           | 22 septembre 1997 | 24  | 0          |
| 7      | Kish Victor             | 28 décembre 1997  | 24  | 11         |
| 8      | Michael John            | 28 juillet 1999   | 22  | 11         |
| 9      | Sunday Godwin           | 22 novembre 1999  | 22  | 0          |
| 10     | Muiz Bello              | 23 août 1996      | 25  | 10         |
| 11     | Kelvin Linus            | 29 novembre 1999  | 22  | 8          |
| 12     | Shanwilu Mu'Azu         | 10 février 1996   | 25  | 11         |
| 13     | Dennis Solomon          | 27 mai 2003       | 18  | 0          |
| 14     | Benjamin Ibrahim        | 9 septembre 1993  | 18  | 0          |
| 15     | Yinka Jayeoba           | 3 mars 1993       | 28  | 7          |
| 16     | Abdulkadir Baba (GB)    | 2 octobre 1984    | 37  | 5          |
| 17     | Oluwatosin Fowobaje (C) | 17 juillet 1985   | 36  | 11         |
| 18     | Emmanuel Sunday         | 22 février 2001   | 20  | 0          |

## Namibie
La composition suivante de la Namibie pour la Coupe d'Afrique des nations 2022.
Entraîneur :  Johann Weyhe
| Numéro | Joueur                   | Date de naissance | Âge | Sélections |
| ------ | ------------------------ | ----------------- | --- | ---------- |
| 1      | Roben Kambinda (GB)      | 29 avril 1991     | 30  | 0          |
| 2      | Josh van der Merwe       | 7 avril 2004      | 17  | 0          |
| 3      | Dian la Cock             | 26 février 1998   | 23  | 7          |
| 4      | Tarrant Butcher (C)      | 1er décembre 1988 | 33  | 7          |
| 5      | Nicolai Hilbert          | 28 juillet 2001   | 20  | 3          |
| 6      | Travis Mays              | 1er juillet 1995  | 26  | 0          |
| 7      | Christopher d'Alton      | 16 décembre 1998  | 23  | 0          |
| 8      | Jack Fourie              | 23 mars 2005      | 16  | 0          |
| 9      | Ivan-Mendes Semedo       | 4 mai 1999        | 22  | 10         |
| 10     | Isascar Tjikuniva        | 4 février 1989    | 32  | 10         |
| 11     | Baggio Karigub           | 19 août 1997      | 24  | 11         |
| 12     | Delron Handura           | 19 mai 2002       | 19  | 0          |
| 13     | Percy Barthram           | 2 février 1999    | 22  | 11         |
| 14     | Matukaramove Kavikairiua | 27 janvier 2002   | 19  | 5          |
| 15     | Jan de Villiers          | 5 juin 2001       | 20  | 0          |
| 16     | Joseph van Niekerk       | 9 janvier 2003    | 19  | 5          |
| 17     | Christian du Raan        | 5 novembre 2004   | 17  | 0          |
| 18     | Derrek Retief (GB)       | 12 mars 2004      | 17  | 0          |
| 19     | Craig McNally            | 7 avril 2002      | 19  | 0          |

## Ouganda
La composition suivante de l'Ouganda pour la Coupe d'Afrique des nations 2022.
Entraîneurs :  Vincent Kasasa et  Francesco Richichi
| Numéro | Joueur               | Date de naissance | Âge | Sélections |
| ------ | -------------------- | ----------------- | --- | ---------- |
| 1      | Bosco Ochan (GB)     | 26 avril 1998     | 23  | 3          |
| 2      | Martin Okello        | 30 juin 1996      | 25  | 3          |
| 3      | Solomon Mutalya (C)  | 13 avril 1997     | 24  | 3          |
| 4      | Alfred Agaba         | 9 septembre 1996  | 25  | 3          |
| 5      | Brian Okodi          | 16 juin 1995      | 26  | 3          |
| 6      | Timothy Ntumba       | 12 avril 1996     | 25  | 3          |
| 7      | Moses Tushabe        | 8 décembre 1990   | 31  | 2          |
| 8      | Jordan Mpiima        | 5 février 1999    | 22  | 3          |
| 9      | Thomas Opio          | 25 août 1991      | 30  | 3          |
| 10     | Emmanuel Baguma (C)  | 12 décembre 2001  | 20  | 0          |
| 11     | Richard Ssemwogerere | 21 décembre 1991  | 30  | 0          |
| 12     | Colline Batusa       | 28 décembre 2001  | 20  | 0          |
| 13     | Brian Bayuule        | 9 avril 1999      | 22  | 3          |
| 14     | Maxwell Mugisha      | 27 octobre 2001   | 20  | 3          |
| 15     | Ashraf Tumwesigye    | 11 septembre 1997 | 24  | 3          |
| 16     | Peter Walusansa      | 22 mars 1997      | 24  | 3          |
| 17     | Stewart Kavuma       | 19 novembre 1999  | 22  | 3          |
| 18     | Richard Kaijuka      | 24 février 1996   | 25  | 0          |